# 109 км (пост)
109 кіломе́тр — залізничний пасажирський пост Луганської дирекції Донецької залізниці.
Розташований на місці розібраного відгалуження на Ізотове, Довжанський район, Луганської області на лінії Дебальцеве — Красна Могила між станціями Валянівський (4 км) та Довжанська (4 км).
Через військову агресію Росії на сході України транспортне сполучення припинене, водночас на середину листопада 2018 р. двічі на день курсує пара електропоїздів сполученням Фащівка — Красна Могила, що підтверджує сайт Яндекс.